# Aspen, Katrineholms kommun
Aspen är en sjö i Katrineholms kommun i Södermanland och ingår i Norrströms huvudavrinningsområde. Sjön är 11 meter djup, har en yta på 1,32 kvadratkilometer och befinner sig 48 meter över havet. Sjön avvattnas av vattendraget Aspån som bär dess vatten 4 km västerut till Öljaren.

## Beskrivning
Aspen är belägen i ett barrskogslandskap med hällmarker i öster. I väster avgränsas sjön av Köpingsåsen, vars västra kant brant sänker sig ner mot Julitaslättens lermark. Maxdjupet är okänt men det tros finnas vattengravar uppemot 50 meter djupa, ytan 1,3 km², och limnologiskt kan sjön klassas som mesotrof till svagt eutrof. En badplats finns nära sjöns västra ände.
Aspen tros ha fått sitt namn efter Aspån, i vilken man förr fångade karpfisken asp vid Gimmersta herrgård.
På den östra sidan av riksväg 56, intill sjön finns en rastplats. Rastplatsen har utsetts till Södermanlands läns bästa rastplats av Motormännens Riksförbund år 2007.

## Bilder

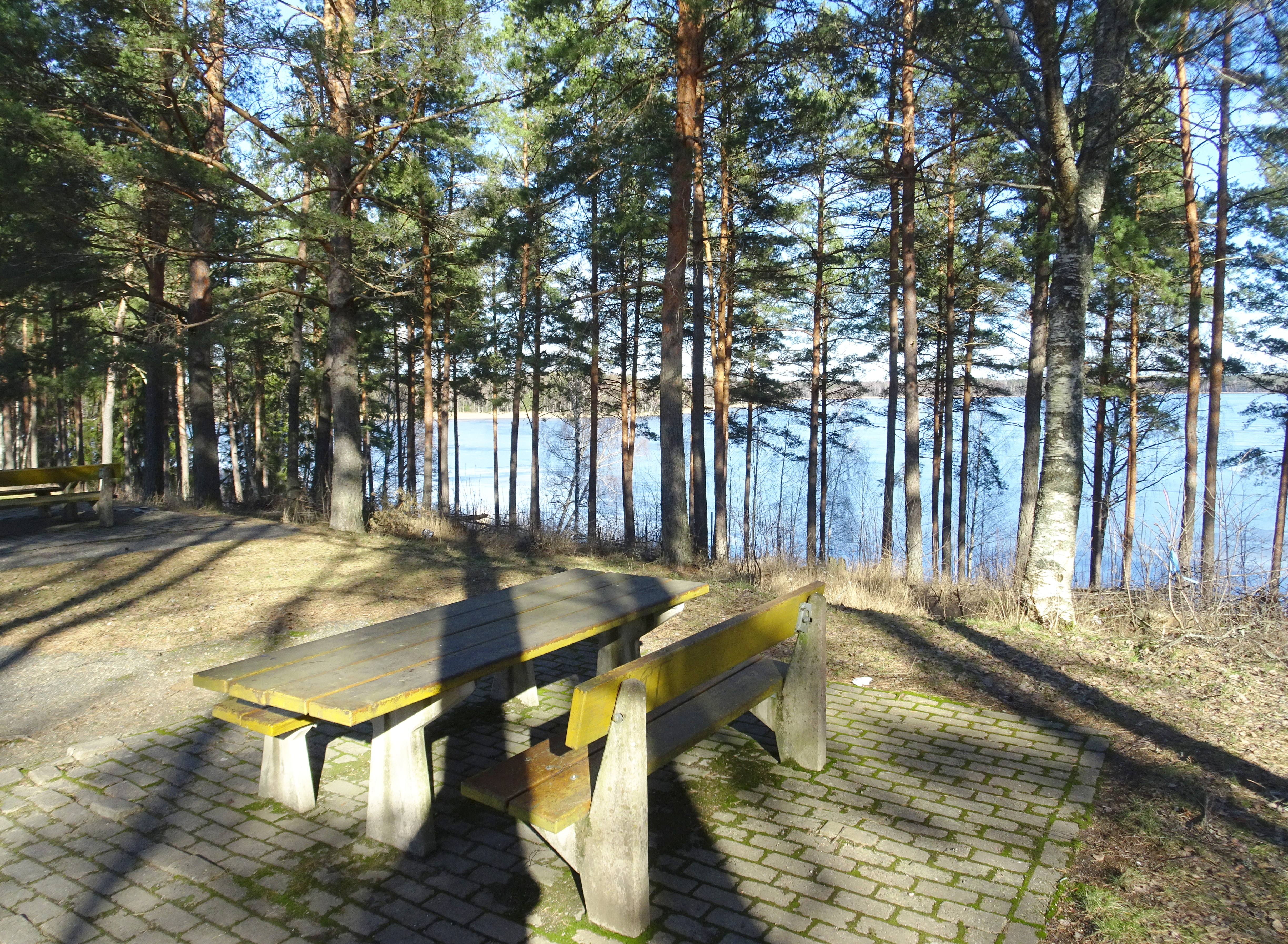
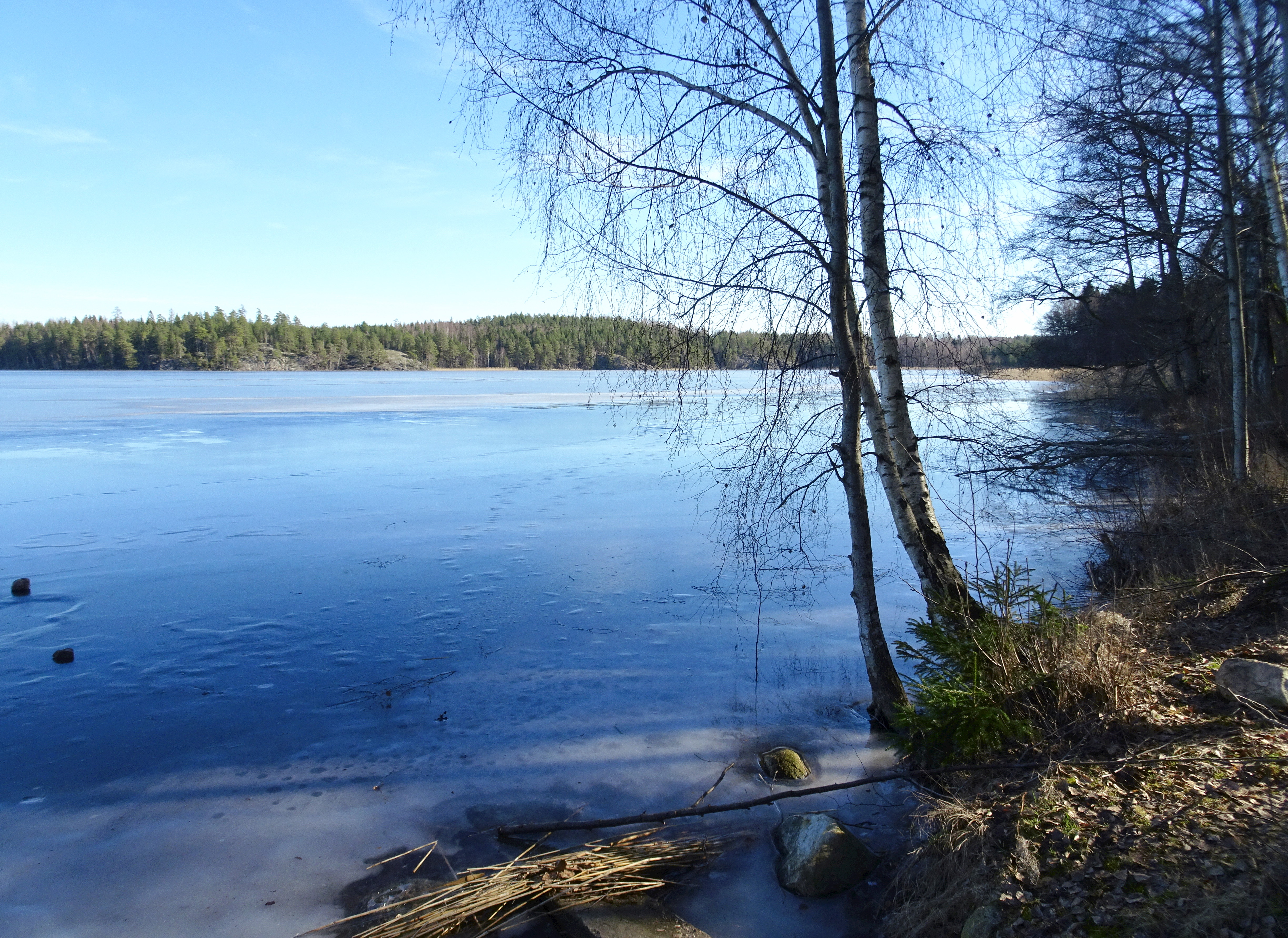

## Delavrinningsområde
Aspen ingår i delavrinningsområde (655730-152060) som SMHI kallar för Utloppet av Aspen. Medelhöjden är 66 meter över havet och ytan är 15,03 kvadratkilometer. Det finns inga avrinningsområden uppströms utan avrinningsområdet är högsta punkten. Aspån som avvattnar avrinningsområdet har biflödesordning 3, vilket innebär att vattnet flödar genom totalt 3 vattendrag innan det når havet efter 197 kilometer. Avrinningsområdet består mestadels av skog (72 procent) och jordbruk (11 procent). Avrinningsområdet har 1,32 kvadratkilometer vattenytor vilket ger det en sjöprocent på 8,8 procent.